# Thunder de Berlin (NFL Europa)
Cet article concerne l'ancienne équipe de football américain évoluant en NFL Europa. Pour la nouvelle équipe de la European League of Football, voir Thunder de Berlin (ELF).
Stade
Maillots
Champion NFL Europa
IX (2001) - X (2002) - XII (2004)
Le Thunder de Berlin est une franchise allemande de football américain basée à Berlin.
Le club fondé en 1999 intègre en tant que franchise d'expansion la NFL Europa la même année et y joue jusqu'en 2007.
Elle jouait ses matchs au stade Stade Olympique d'une capacité de 76 000 places.

## Palmarès
- Champion de la NFL Europa : 2001, 2002, 2004
- Vice-champion de la NFL Europa : 2005

## Saison par saison
| Saisons | Victoires                                                          | Défaites                                                           | Nuls                                                               | Classements                                                        | Phases finales                                                     |
| ------- | ------------------------------------------------------------------ | ------------------------------------------------------------------ | ------------------------------------------------------------------ | ------------------------------------------------------------------ | ------------------------------------------------------------------ |
| 1999    | 3                                                                  | 7                                                                  | 0                                                                  | 6e                                                                 | --                                                                 |
| 2000    | 4                                                                  | 6                                                                  | 0                                                                  | 6e                                                                 | --                                                                 |
| 2001    | 6                                                                  | 4                                                                  | 0                                                                  | 2e                                                                 | Victoire au World Bowl IX                                          |
| 2002    | 6                                                                  | 4                                                                  | 0                                                                  | 2e                                                                 | Victoire au World Bowl X                                           |
| 2003    | 3                                                                  | 7                                                                  | 0                                                                  | 6e                                                                 | --                                                                 |
| 2004    | 9                                                                  | 1                                                                  | 0                                                                  | 1er                                                                | Victoire au World Bowl XII                                         |
| 2005    | 7                                                                  | 3                                                                  | 0                                                                  | 1er                                                                | Défaite du World Bowl XIII                                         |
| 2006    | 2                                                                  | 7                                                                  | 1                                                                  | 6e                                                                 | --                                                                 |
| 2007    | 2                                                                  | 8                                                                  | 0                                                                  | 6e                                                                 | --                                                                 |
| Totaux  | 45 victoires, 48 défaites, 1 nul, matchs de phases finales compris | 45 victoires, 48 défaites, 1 nul, matchs de phases finales compris | 45 victoires, 48 défaites, 1 nul, matchs de phases finales compris | 45 victoires, 48 défaites, 1 nul, matchs de phases finales compris | 45 victoires, 48 défaites, 1 nul, matchs de phases finales compris |